# Rue du Diamant
La rue du Diamant est une rue piétonne commerçante du centre de Liège. Elle va de la rue de la Casquette à la place Xavier Neujean et est située aux abords du Carré.

## Historique
Contrairement à sa jumelle parallèle, la rue Sébastien Laruelle, la rue du Diamant est d'origine beaucoup plus ancienne et remonte aux origines de la ville de Liège. Elle prolonge la rue Saint-Jean-en-Isle en direction de l'église Saint-Jean l'Évangéliste. Malgré son ancienneté, la rue n'a pas conservé d'immeubles dignes d'intérêt architectural.

## Odonymie
Pas d'information officielle mais il se pourrait que la rue ait pris, comme d'autres artères voisines, le nom d'une enseigne de magasin.

## Description
Cette rue est une des plus courtes du centre de Liège (45 m). Elle est aussi une des plus étroites, ne mesurant guère plus de 2,5 m de large près du carrefour avec la rue de la Casquette.

## Piétonnier
De 2013 à novembre 2014, la rue du Diamant, ainsi que la rue de la Casquette, subit une profonde rénovation en vue de l’extension du piétonnier liégeois. Les trottoirs et la route sont remplacés par une rue pavée de plain-pied tout comme les rues piétonnes adjacentes. Au retour du tram, la zone piétonne, comprenant déjà la totalité du quartier du Carré devrait s'étendre jusqu'à la place Xavier Neujean,.

## Rues adjacentes
- Rue Saint-Jean-en-Isle
- Rue de la Casquette
- Place Xavier Neujean

### Source et bibliographie
- Yannik Delairesse et Michel Elsdorf, Le nouveau livre des rues de Liège, Liège, Noir Dessin Production, décembre 2008, 2e éd. (1re éd. 2001), 512 p. (ISBN 978-2-87351-143-2 et 2-87351-143-5, présentation en ligne), page 241